# Sol suppressif

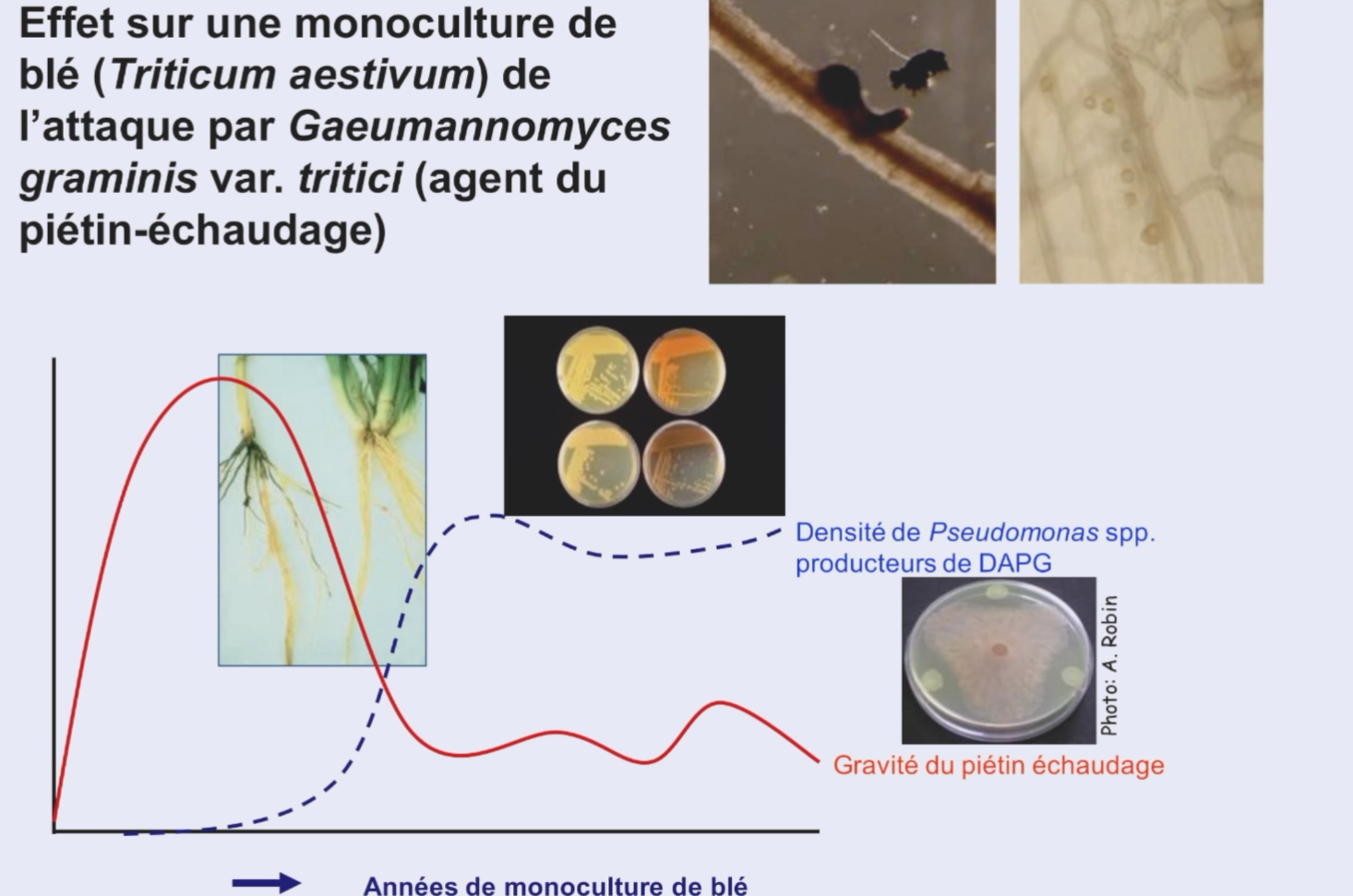
L'exemple du piétin-échaudage illustre la suppressivité des sols, attribuée à la présence de bactéries du sol du sous-groupe Pseudomonas fluorescens, rhizobactéries favorisant la croissance des plantes et qui produisent un antibiotique fongique (le DAGP) permettant de réguler le piétin-échaudage du blé causé par le champignon Gaeumannomyces graminis.

En phytopathologie, un sol suppressif, ou sol résistant, est un sol dans lequel une maladie d'origine tellurique, notamment fongique ou bactérienne, est inhibée ou limitée dans son incidence (phénomène de suppressivité), malgré la présence de facteurs favorables : agents pathogènes, plantes hôtes sensibles et conditions climatiques ou environnementales propices au développement des maladies. Les sols suppressifs sont l'exception dans les systèmes agricoles mais on en a identifié dans des systèmes de cultures très variés. Par opposition, un sol dans lequel la maladie s'exprime pleinement est dit « sensible ».
La monoculture peut favoriser la suppressivité des sols (monoculture de la pomme de terre associée à la capacité suppressive contre la pourriture sèche fusarienne, monoculture de fraises en maraîchage associée à l'action antifongique de Streptomyces spp contre l'oïdium du fraisier, la pourriture grise et l'anthracnose sur les fruits). En spécialisant le microbiote tellurique, les monocultures accumulent un inoculum potentiel d'agents phytopathogènes qui devient très vite un facteur limitant. La poursuite de la monoculture, loin d'aggraver les dégâts, les voit décroître : la pullulation des pathogènes déclenche un processus de régulation naturelle de leur population en favorisant leurs antagonistes. De même, la rotation culturale ou la solarisation peuvent rendre les sols suppressifs et lutter contre les ravageurs.
Les sols suppressifs sont très étudiés car ils constituent des modèles naturels de répression des agents pathogènes qui peuvent servir à la mise au point de nouvelles méthodes de lutte contre les maladies des cultures issues du sol, alors que d'autres méthodes, comme les traitements du sol, se révèlent parfois coûteuses ou inefficaces. Les études cherchent en particulier à transférer les propriétés de résistance à des sols sensibles ou à des substrats de culture pour les transformer en sols suppressifs.

## Définitions
Selon le glossaire de l'American Phytopathological Society, un sol suppressif est « un sol dans lequel diverses maladies sont naturellement à des niveaux moins élevés que prévu en raison des facteurs biologiques présents dans le sol, c'est un exemple de lutte biologique naturelle ».
Une définition plus détaillée est donnée par Baker et Cook’s (1974) selon qui les sols suppressifs sont des « sols dans lesquels l'agent pathogène ne s'établit ou ne persiste pas, s'établit mais provoque peu de dégâts ou aucun dégât, ou s'établit et provoque une maladie pendant un temps, mais par la suite, la maladie est moins importante, même si l'agent pathogène persiste dans le sol ».

## Exemples
Des exemples connus et très étudiés de sols suppressifs sont les sols alluvionnaires de la Durance dans la région de Châteaurenard (Bouches-du-Rhône) qui résistent à la fusariose du melon (due à Fusarium oxysporum f. sp. melonis), ainsi que les sols de l'embouchure du Var et de la Siagne, près de Cannes résistants à la fusariose de l'œillet (due à Fusarium oxysporum f. sp. dianthi).
Des sols suppressifs ont également été identifiés dans des plantations de bananiers en Amérique du Sud. Diverses espèces de nématodes foreurs s'y trouvaient incapables de se multiplier suffisamment pour atteindre un seuil de densité économiquement dommageable, même chez des cultivars sensibles.
Des sols suppressifs ont été identifiés pour de nombreux agents pathogènes telluriques, notamment :
- des champignons : Gaeumannomyces graminis var. tritici (piétin-échaudage du blé), Fusarium oxysporum (fusariose vasculaire), Aphanomyces euteiches (nécrose racinaire), Thielaviopsis basicola (pourridié noir du tabac), Phytophthora  cinnamomi (pourriture des racines), Phytophthora infestans (mildiou de la pomme de terre), Pythium splendens (pourriture des racines), Pythium ultimum (fonte des semis),  Rhizoctonia solani (rhizoctone noir,  pourriture du collet),
- des bactéries : Streptomyces scabies (gale commune), Plasmodiophora brassicae (hernie des crucifères), Ralstonia solanacearum (flétrissement bactérien),
- et des nématodes : Heterodera avenae (nématode à kystes des céréales), Heterodera schachtii (anguillule à kyste de la betterave), Meloidogyne  spp. (nématodes à galles), Criconemella xenoplax (nématode annelé)[7].

## Causes
Le pouvoir suppressif des sols a diverses causes encore mal connues, parfois liées à leur composition chimique ou à des facteurs physiques comme le pH, le taux de matière organique et d'argile qui peuvent influencer le caractère suppressif d'un sol, mais c'est généralement  la présence de certains micro-organismes qui est le facteur déterminant. Le caractère suppressif général est dû à un ensemble de micro-organismes qui inhibent le développement des agents phytopathogènes par compétition et antagonismes. Le caractère suppressif spécifique est associé à un seul micro-organisme contre un pathogène
spécifique par antagonisme, antibiose ou compétition,.